# Sông Thạch Hãn
Sông Thạch Hãn (hay còn gọi là sông Ba Lòng, sông Quảng Trị) là con sông lớn nhất tỉnh Quảng Trị . Đây là con sông gắn liền với lịch sử Quảng Trị. Tại vùng hạ nguồn thì sông Thạch Hãn nối với sông Bến Hải qua sông Cánh Hòm, và nối với sông Ô Lâu qua sông Vĩnh Định, nên có thể xếp chung ra "hệ thống sông Bến Hải–Thạch Hãn–Ô Lâu".

## Đặc điểm

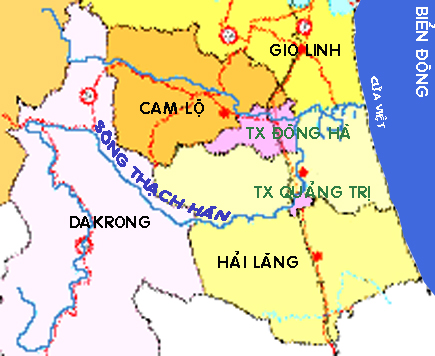
Sông Thạch Hãn trên bản đồ

Sông có chiều dài 155 km, bắt nguồn từ dãy núi Trường Sơn ở phía Tây tỉnh Quảng Trị và đổ ra Biển Đông qua Cửa Việt. Dòng thượng nguồn của sông Thạch Hãn trên địa bàn huyện Đakrông có tên là sông Đakrông và đoạn qua thung lũng Ba Lòng còn được gọi là sông Ba Lòng. Sông có lưu lượng dòng chảy trung bình năm khoảng 130 m³/giây. Sông có 37 phụ lưu, diện tích lưu vực 2.660 km². Ba phụ lưu chính là sông Vĩnh Phước, sông Rào Quán và sông Cam Lộ (phần hạ nguồn gọi là sông Hiếu).
Sông Thạch Hãn chảy qua phía Tây Nam thị xã Quảng Trị (thị xã được hình thành từ làng Thạch Hãn), đoạn rẽ nhánh của dòng Thạch Hãn là sông Vĩnh Định chảy qua phía Bắc thị xã, tại đây, sông bị chặn bởi đập An Tiêm nên lượng nước không lớn. Đoạn qua thị xã Quảng Trị sông rộng 150–200 m, là đường thủy nối liền Quảng Trị lên Ba Lòng, về Biển Đông (Cửa Việt). Từ khi công trình thủy lợi Nam Thạch Hãn hoàn thành (cuối thập niên 1970) thì dòng sông Thạch Hãn mùa hè cạn trơ đáy, có thể lội bộ qua sông ở đoạn thị xã Quảng Trị và nhiều đoạn khác; mùa lũ thì nước dâng cao ngập toàn thị xã do bờ kênh thủy lợi đồng thời là con đập chắn lũ làm ngập chỉ một phía bắc bờ kênh. Để giải quyết tình trạng này, năm 2006 chính quyền sở tại cho xây dựng các điểm tràn trên bờ đập kênh để chia lũ dòng sông.

## Trong lịch sử

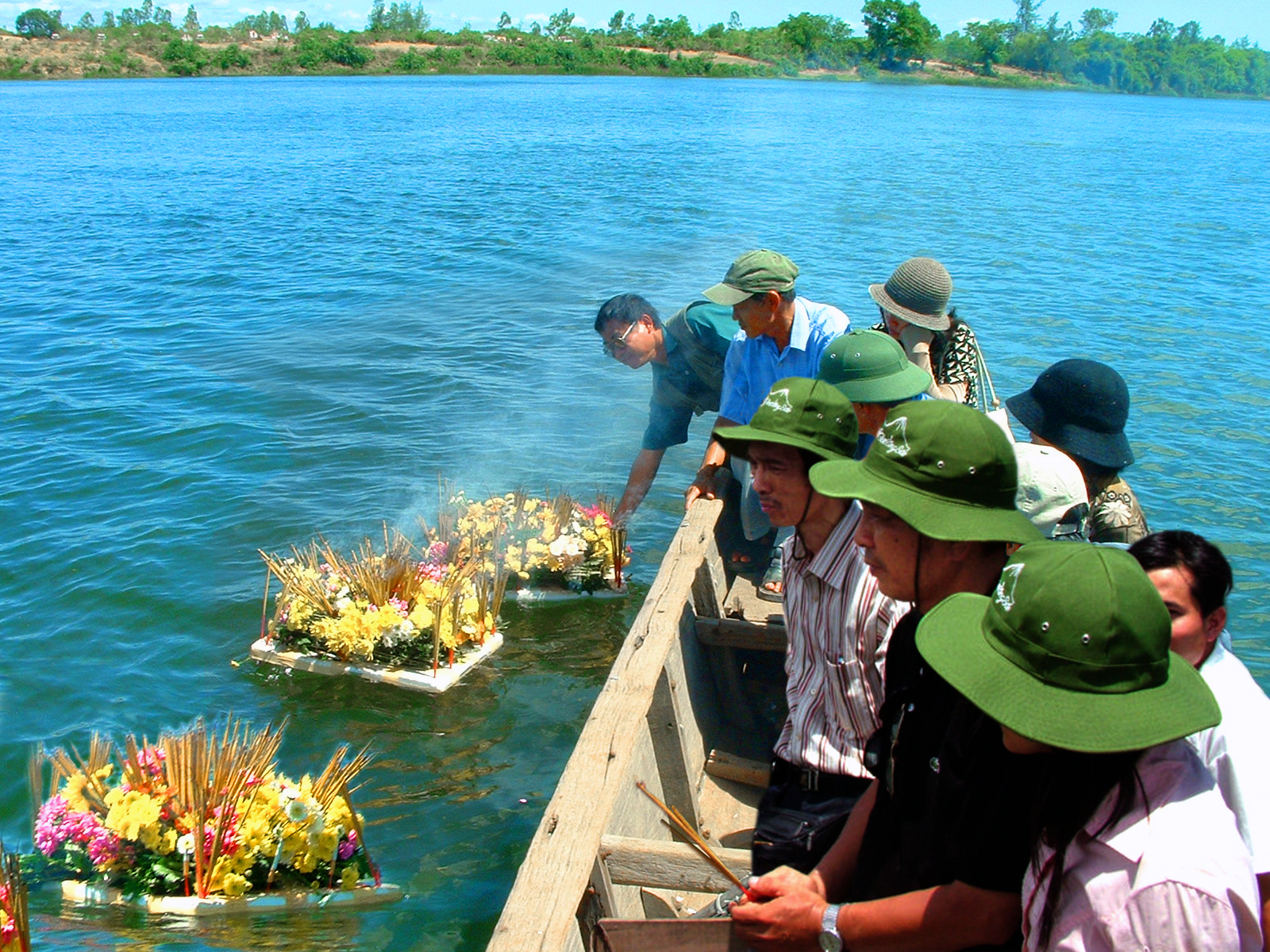
Lễ thả hoa tưởng nhớ và tri ân các liệt sĩ trên dòng sông Thạch Hãn

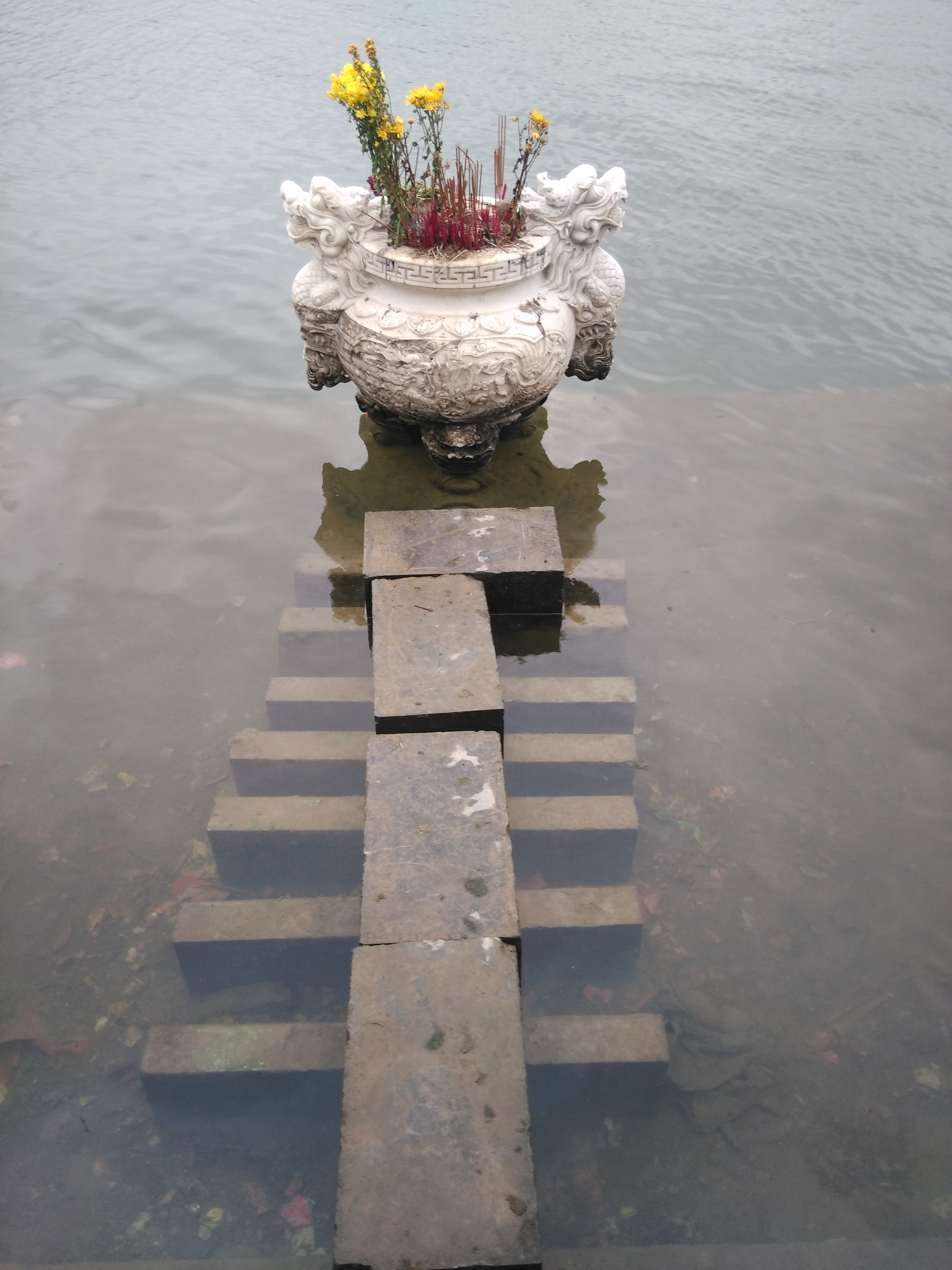
Lư hương đặt dưới bến sông Thạch Hãn để người dân thắp hương mỗi dịp tưởng niệm

### Thời Phong kiến
Về tên gọi Thạch Hãn, nguyên tên trước là Thạch Hàn [石瀚] có thể được lý giải rằng do ở giữa nguồn có một mạch đá ngầm chắn ngang sông; mạch đá như mồ hôi tiết ra thành dòng chảy, tên sông đặt theo đặc điểm này nên mới có tên là Thạch Hãn. Theo Đại Nam nhất thống chí sông Thạch Hãn dài khoảng 170 dặm bao gồm cả đầu nguồn. Với độ dài như vậy nên lượng phù sa do sông tải đến không nhiều, trừ những ngày lũ lụt, nước thường trong xanh nhìn thấy đáy.
Sông Thạch Hãn từ xưa cho tới nay đều được coi là một con sông quan trọng, là huyết mạch giao thông đường thủy uốn lượn uyển chuyển qua cách lưu vực đồng bằng, các vựa lúa chính của tỉnh Quảng Trị như Triệu Phong, Hải Lăng làm cho giao thông đường thủy giữa các địa phương này rất thuận lợi. Con sông cũng có ý nghĩa về mặt thủy lợi, cung cấp nguồn nước cho các đồng bằng xanh tươi phía dưới hạ lựu thuộc các huyện Hải Lăng, Triệu Phong, Thị xã Quảng Trị, nơi mà dòng sông đi qua.
Sách Đại Nam nhất thống chí viết: ... sông Thạch Hãn, từ nguồn Viên Kiều ở bảo Trấn Lao (Lao Bảo) chảy về Đông, đến tuần Ngưu Tất, có khe Trà Nê đến từ phía Bắc châu Lang Thìn (tức là phía Bắc Mường Phin, khoảng Sepone, Sa Van Na Khet ngày nay) chảy vào, lại chảy về phía Đông đến huyện Thành Hóa, có khe Tam Lưu từ phía Bắc chảy vào, quẹo tiếp về phía Đông, qua phía Bắc tỉnh thành Quảng Trị thì mang tên sông Thạch Hãn, đến ngã ba Cổ Thành chia làm hai nhánh:
- Một nhánh chảy lên Đông Bắc đến ngã ba Phú Ông, gặp sông Ái Tử (Vĩnh Phước) ở phía Tây chảy vào, qua huyện Đăng Xương (tức Triệu Phong ngày nay), rồi ngã ba Đại Độ (tức ngã ba Tướng) gặp sông Điếu Ngao từ huyện Thành Hóa (Sông Điếu Ngao qua cửa Điếu Ngao, đến xã Cam Lộ thì gọi là sông Cam Lộ.), rồi qua ngã ba Giáo Liêm đổ ra cửa Việt.
- Một nhánh chảy xuống Đông Nam, chảy vào sông Vĩnh Định huyện Phong Điền, gặp sông NHùng (Mai Đàn) từ phía Tây tới, rồi theo hướng Nam tới huyện lỵ Phong Điền thì gặp sông Ô Lâu (Thác Mã), sau đó chảy về phía Tây ra phá Tam Giang.[3]

### Trong chiến tranh
Chiến dịch Xuân – Hè năm 1972 trong chiến dịch Quảng Trị, dòng sông Thạch Hãn chứng kiến nhiều kỳ công bám cầu, bám sông, mở đường Nam tiến dưới mưa bom bão đạn của các chiến sĩ bộ đội Việt Nam. Từ 28 tháng 6 đến 15 tháng 9 năm 1972 khi quân Giải phóng bám chốt ngăn chặn cuộc tiến công tái chiếm Thành cổ Quảng Trị, cũng như để tạo sức ép cho bàn hội nghị Paris, họ đã tiếp tế nhân lực, vũ khí qua con sông này. Số lượng lớn bộ đội, cán bộ, vũ khí, kể cả quà cáp cũng được dân quân, bộ đội đưa vượt ngang lòng sông, tiến vào trận địa Thành cổ. Dưới mật độ hoả lực dày đặc khủng khiếp của quân Mỹ, đã có rất nhiều người lính vĩnh viễn nằm lại nơi đáy sông ở độ tuổi mới mười tám đổi mươi. Riêng trận Thành cổ khi vượt sông đã thiệt hại khoảng hơn 1000 chiến sĩ, từ đó, dòng sông Thạch Hãn còn được người dân địa phương gọi là dòng sông Hoa Đỏ.

## Trong thơ ca
Cựu chiến sĩ Quân Giải phóng miền Nam Việt Nam Lê Bá Dương trong lần quay lại Thành cổ Quảng Trị kết bè hoa thả xuống dòng Thạch Hãn, con sông đang chứa trong lòng nó hàng trăm linh hồn liệt sĩ đồng đội, đã sáng tác những câu thơ nổi tiếng:
Đò lên Thạch Hãn ơi... chèo nhẹ
Đáy sông còn đó bạn tôi nằm
Có tuổi đôi mươi thành sóng nước
Vỗ yên bờ mãi mãi ngàn năm

## Hình ảnh

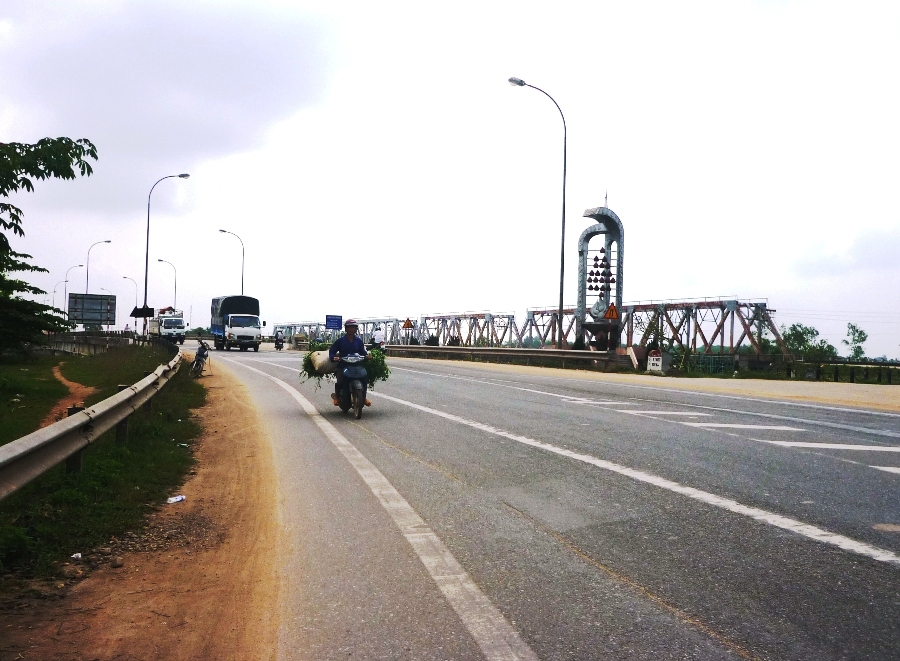
Cầu Thạch Hãn bắc qua sông Thạch Hãn
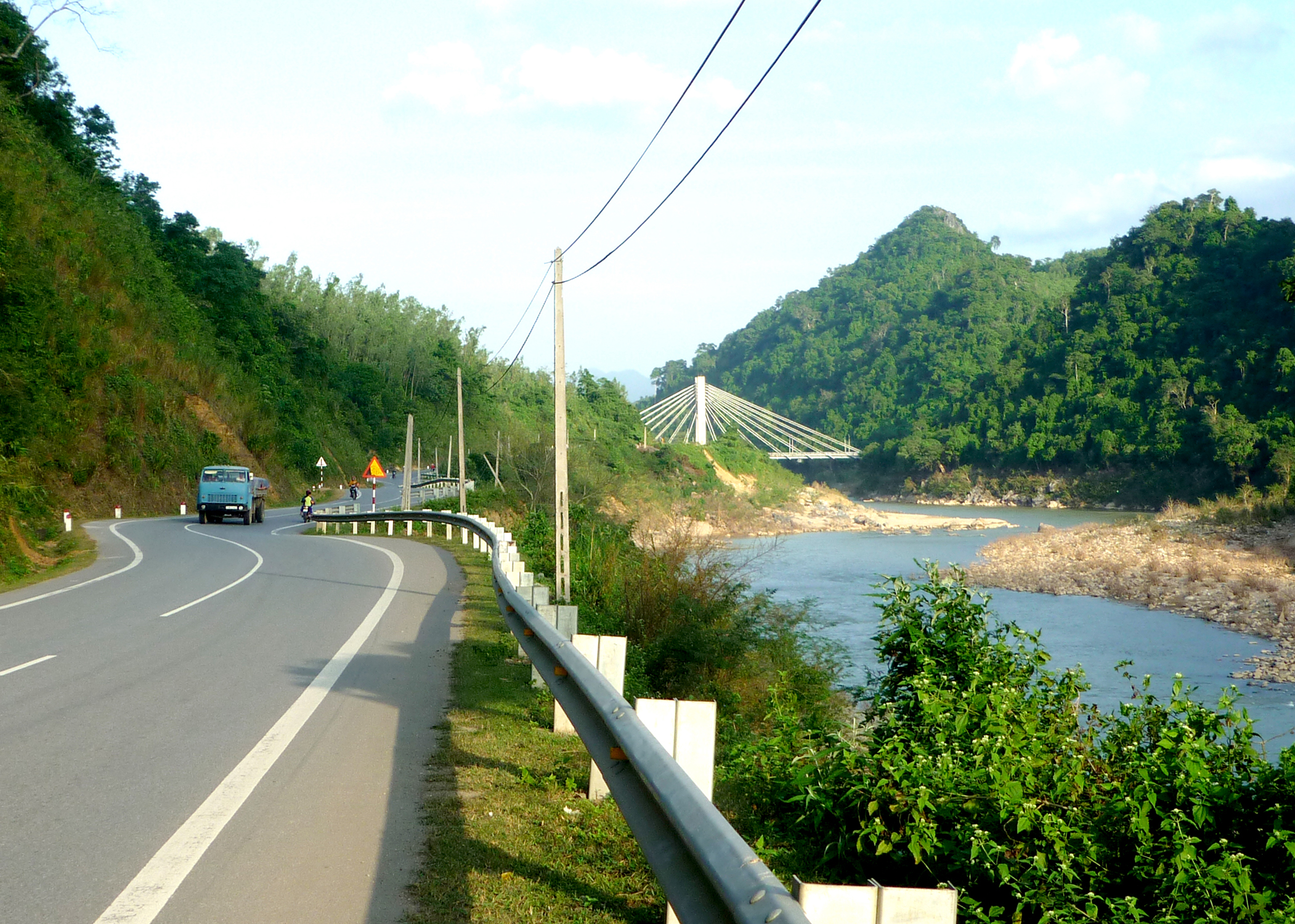
Sông Đa Krông, một phụ lưu cấp 2 của sông Thạch Hãn
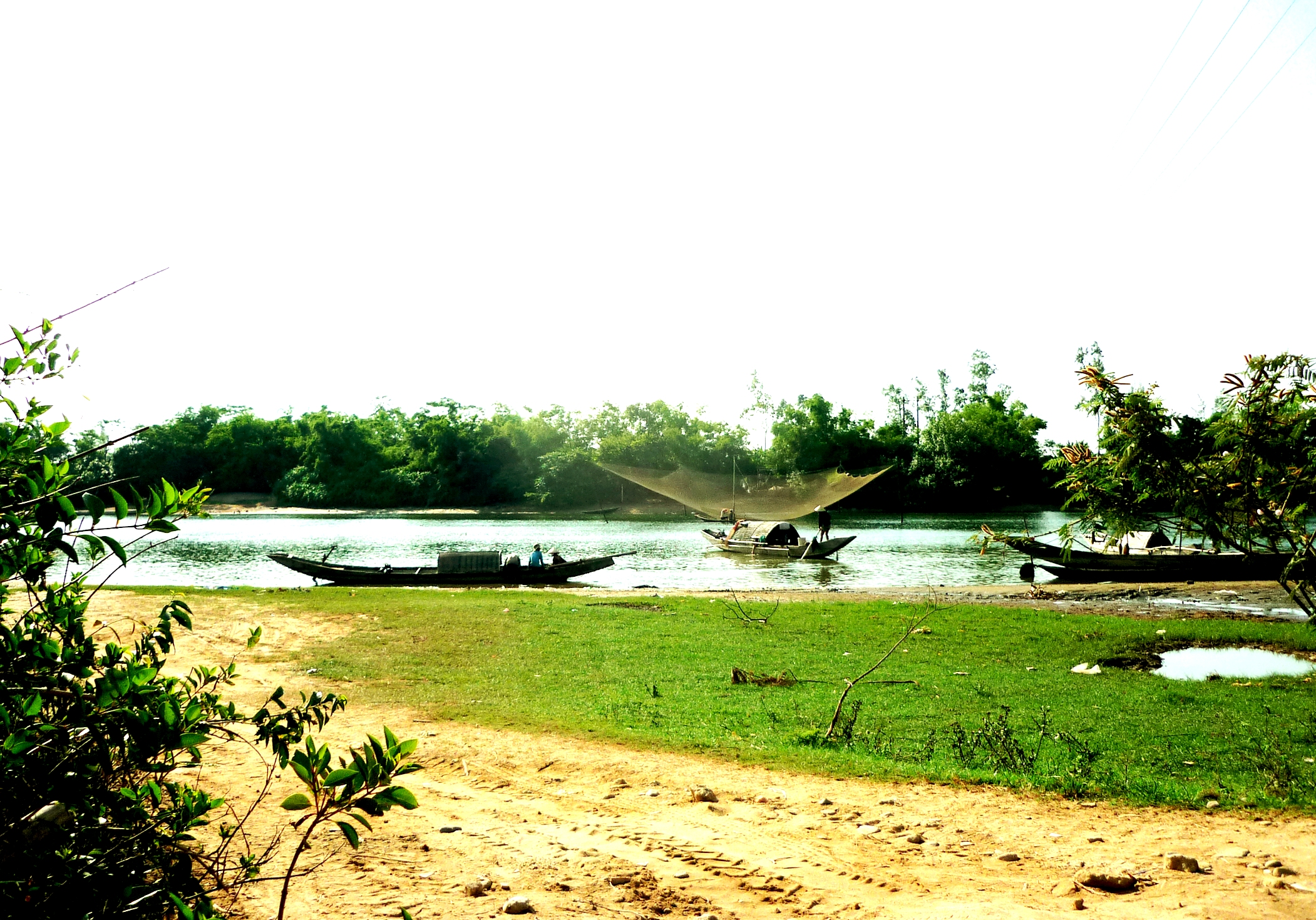
Sông Hiếu, một phụ lưu cấp 1 của sông Thạch Hãn
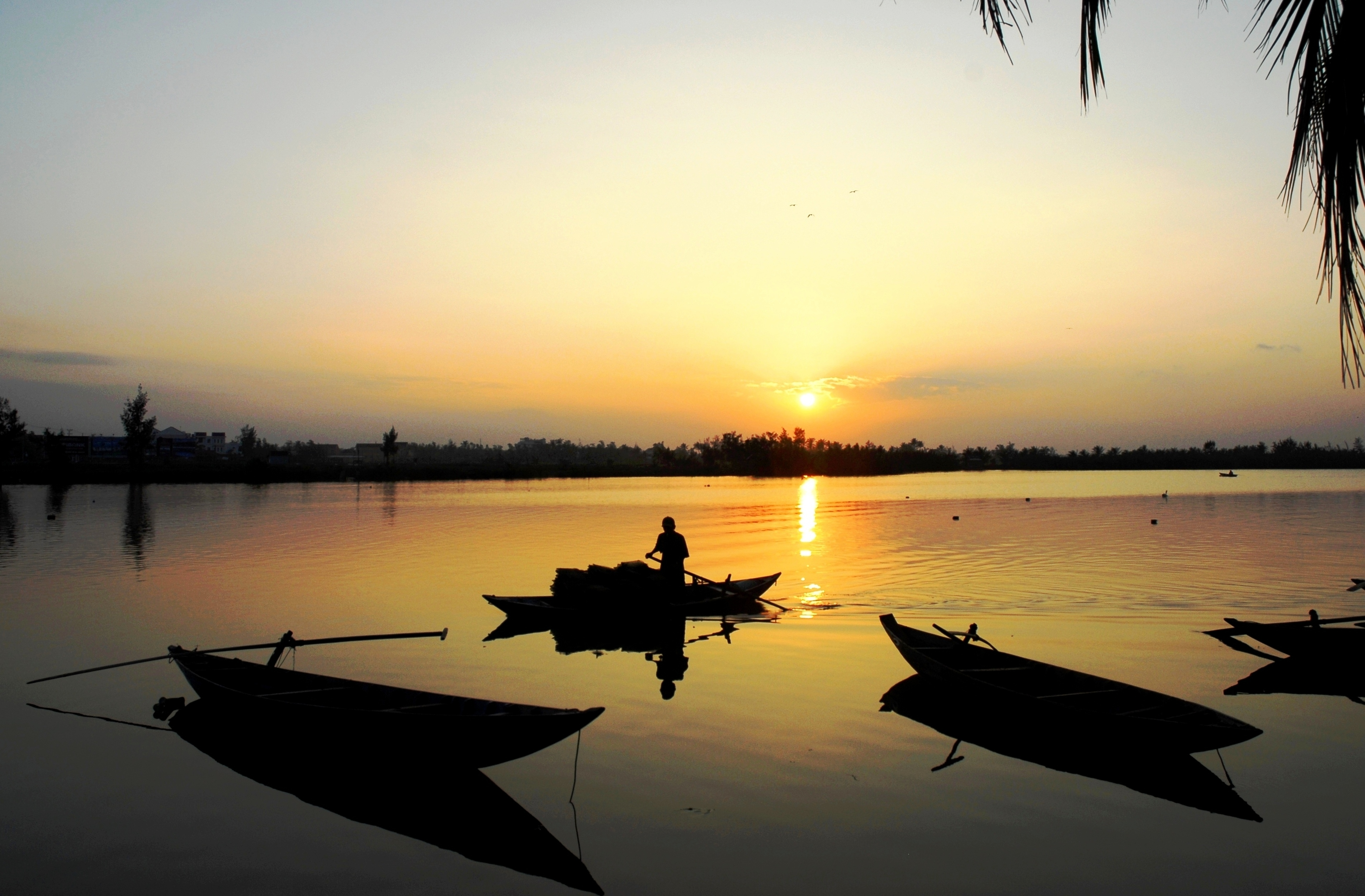
Hoàng hôn trên sông Sông Hiếu
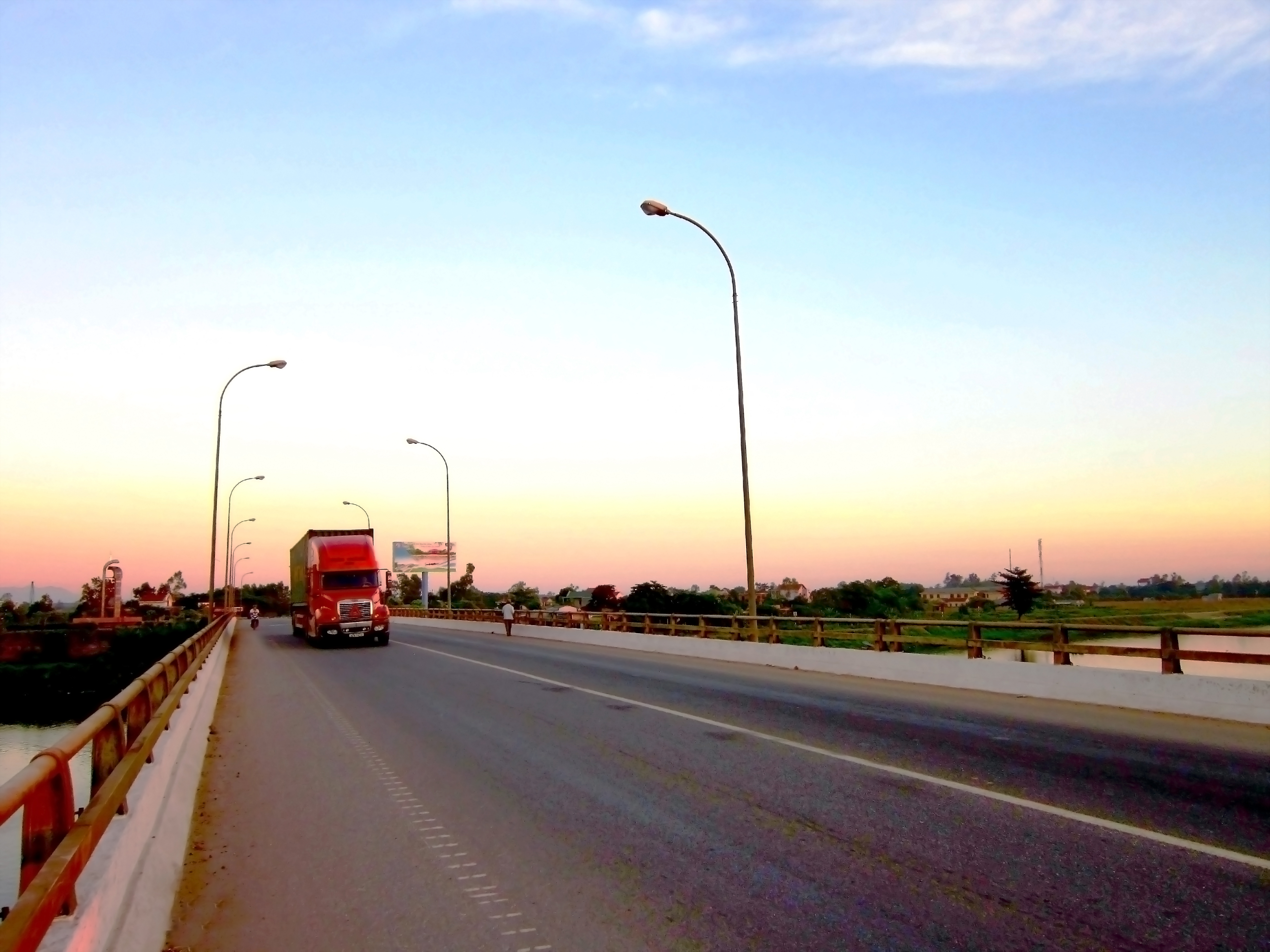
Cầu Thạch Hãn mới được xây dựng kiên cố
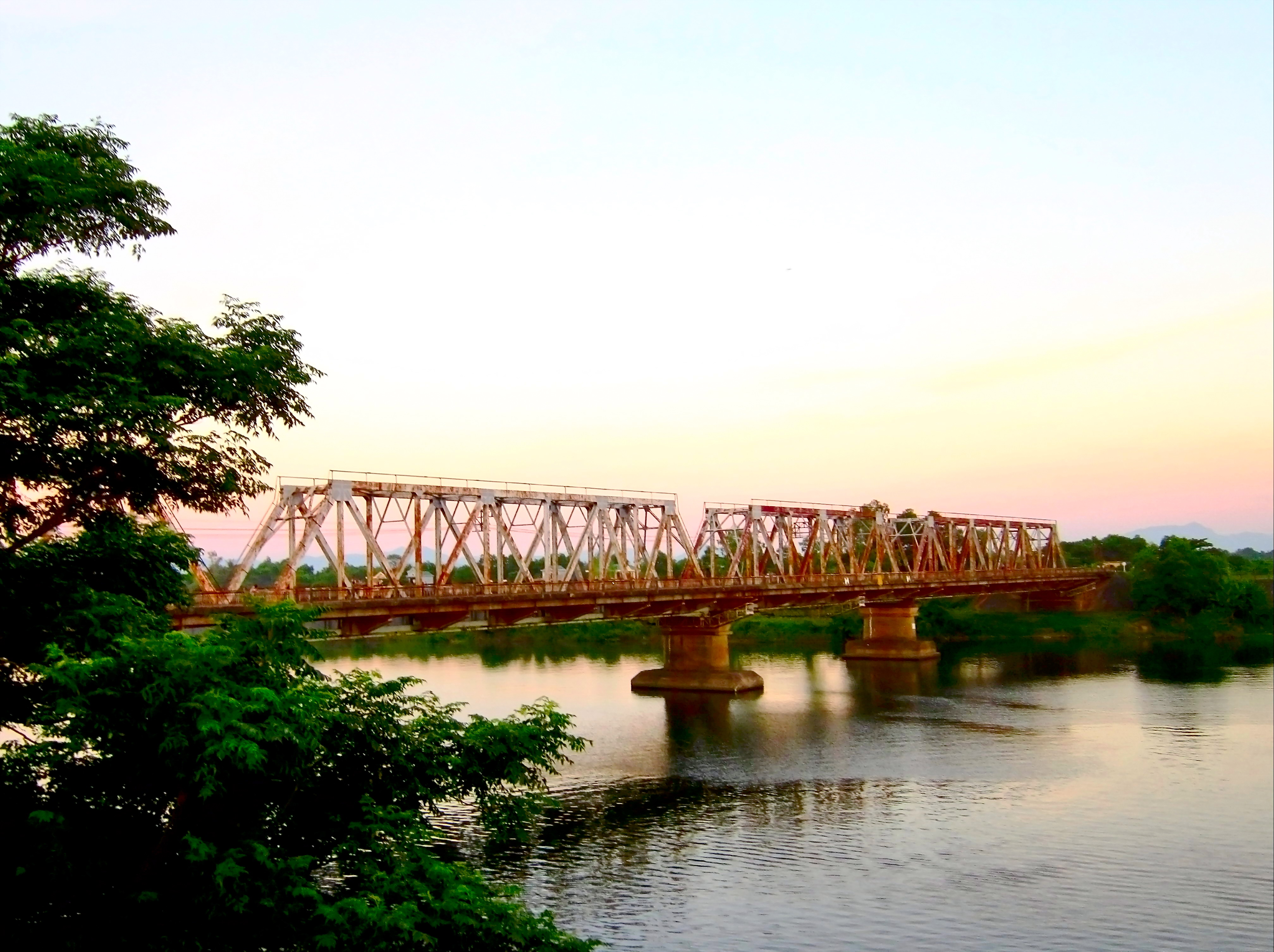
Cầu sắt Thạch Hãn bắc qua sông Thạch Hãn